# Clinteria kaorusakaii
Clinteria kaorusakaii är en skalbaggsart som beskrevs av Jakl och Krajcik 2006. Clinteria kaorusakaii ingår i släktet Clinteria och familjen Cetoniidae. Inga underarter finns listade i Catalogue of Life.